# Jules De Senezcourt
Jules De Senezcourt, né à Saint-Omer, Pas-de-Calais, le 19 avril 1818 et mort à Schaerbeek, le 15 mai 1866, est un peintre et un miniaturiste français actif en Belgique.
Son champ pictural, couvre essentiellement les scènes de genre et les portraits. Il obtient une médaille d'or au Salon de Bruxelles de 1854. 
Ses œuvres sont notamment conservées aux Musées royaux des Beaux-Arts de Belgique à Bruxelles.

## Biographie

### Famille
Jules De Senezcourt, né à Saint-Omer, Pas-de-Calais, le 19 avril 1818, est le fils naturel de Thérèse De Senezcourt,. Le 20 août 1845, il épouse à Bruxelles Aline Deligne (1822-1900), artiste peintre connue sous le nom d'Aline De Senezcourt. Le couple a une fille : Charlotte De Senezcourt (1844-1914), également artiste peintre.

### Carrière
Établi à Bruxelles depuis 1841, Jules de Senezcourt expose pour la première fois au Salon de Bruxelles de 1848 une scène de genre intitulée Les Deux Amis. Il expose à quinze Salons triennaux belges et à deux Salons de Paris en 1855 et 1865.
Au Salon de Bruxelles de 1854, grâce à sa toile allégorique Les Quatre Âges et ses autres tableaux, il obtient une médaille d'or. Il est, avec Désiré Vervoort, l'un des fondateurs du Cercle artistique et littéraire de Bruxelles.
Jules De Senezcourt meurt, après une cruelle maladie à l'âge de 48 ans, rue Saint-Paul no 16, le 15 mai 1866. Ses funérailles ont lieu deux jours plus tard en l'église royale Sainte-Marie de Schaerbeek, commune où il est également inhumé. Lors de ses obsèques, Désiré Vervoort, président du Cercle artistique et littéraire, prononce l'éloge funèbre du défunt,.

## Œuvre

### Thèmes

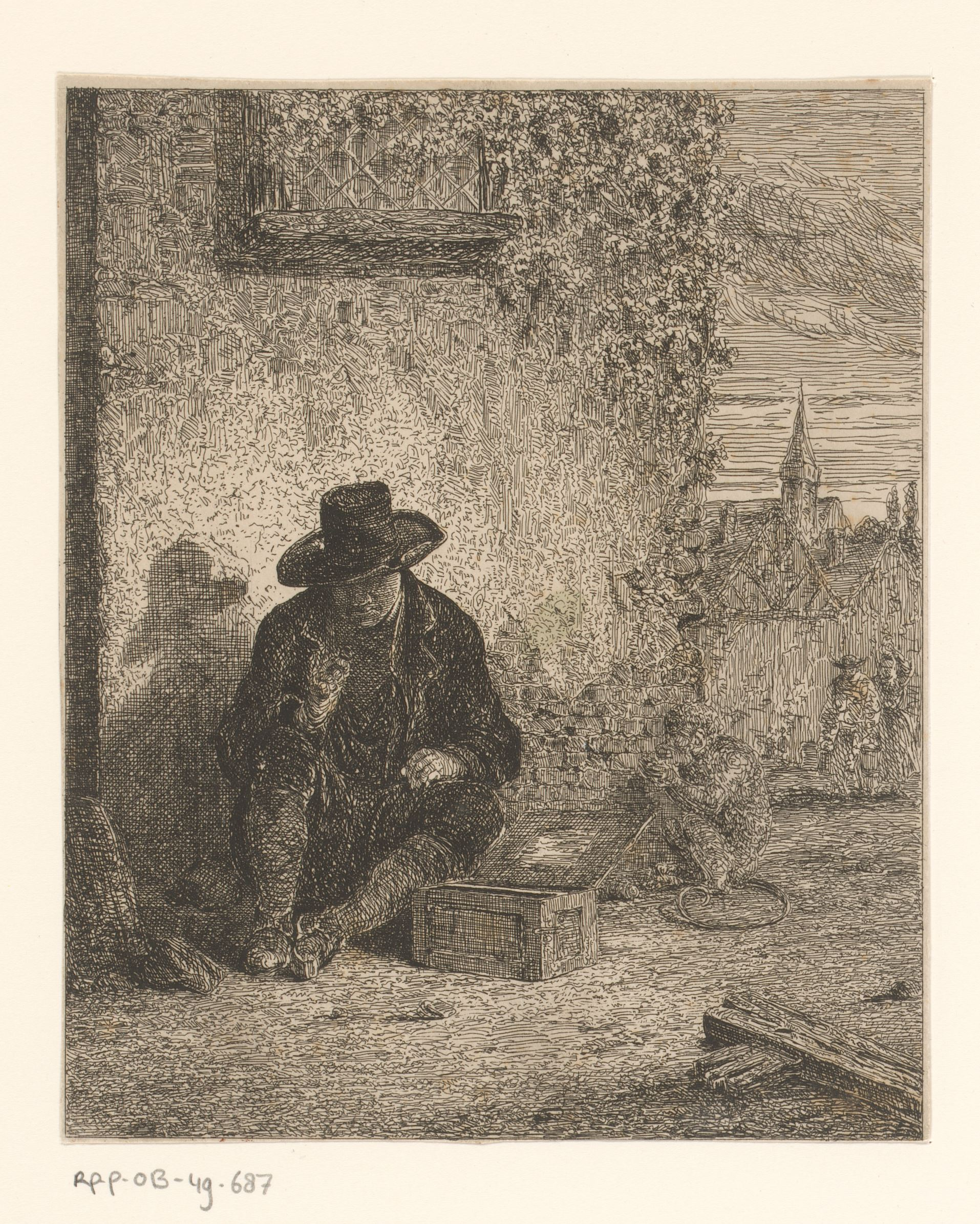
Homme avec un chapeau assis au coin d'une rue près d'une caisse et d'un singe, gravure de Guillaume Joseph Vertommen, d'après un tableau de Jules De Senezcourt, Rijksmuseum Amsterdam.

Son champ pictural couvre initialement les portraits, puis essentiellement les scènes de genre, dont il perfectionne progressivement la manière. Il est également miniaturiste. Certaines de ses toiles, comme La Blondine (1850), rappellent Jean-Baptiste Greuze. Il représente parfois des hommes illustres du passé : André Vésale (1854) et Diego Vélasquez (1858).
Signe : A. J. De Senezcourt

### Réception critique
En 1849, Josse Cels, l'un des auteurs de la Revue de la Flandre considère que les portraits de Jules De Senezcourt sont hors ligne, grâce à leur qualité : le jeune artiste a franchi un pas immense depuis l'an dernier. Son effet est large et piquant, tout à fait « rembrantesque », sa couleur est austère et nature, sa touche est simple, franche et moelleuse. Son portrait de M. D. est le meilleur du Salon d'Anvers. 
En 1858 le critique Adolphe van Soust de Borckenfeldt apprécie favorablement Le Joueur de luth, d'un faire délicat et d'un aspect pittoresque exempt de recherche, qui représente l'artiste en costume de fantaisie. Cependant, il se montre plus réservé au sujet de la toile ayant obtenu une médaille d'or au Salon de Bruxelles de 1854 : Les Quatre Âges, manquant, selon lui, d'imagination, tout en reconnaissant certaines qualités recommandables.

### Expositions

#### Belgique
- Salon de Bruxelles de 1848 : deux portraits[8].
- Salon d'Anvers de 1849 : trois portraits[9].
- Salon de Gand (XXe) de 1850 : deux portraits[10].
- Salon de Bruxelles de 1851 : Le Joueur de luth et deux portraits[11].
- Salon d'Anvers de 1852 : Le Joueur de luth et Diane et Actéon[12].
- Salon de Gand (XXIIe) de 1853 : Le Délassement champêtre, XVIIIe siècle et Étude de tête d'homme[13].
- Salon de Bruxelles de 1854 : Les Quatre Âges, André Vésale, Tête de vieillard et Portrait  pour l'ensemble de ses tableaux[14].
- Salon d'Anvers de 1855 : deux portraits[15].
- Salon de Bruxelles de 1857 : Les Joueurs d'échecs, Tête de fantaisie et deux portraits[16].
- Salon d'Anvers de 1858 : Les Vieux Amis, La Petite Rieuse, Diego Vélasquez et Espagnole[17].
- Salon de Gand (XXIVe) de 1859 : Jeune Bacchante, L'Orage (paysage),Tête d'étude[18].
- Salon de Bruxelles de 1860 : Étude d'homme, costume du XVIe siècle, Adolescence, La Señorita et Type de jeune fille blonde.
- Salon d'Anvers de 1861 : Étude de jeune fille, Pifferari napolitain et Étude de femme[19].
- Salon de Bruxelles de 1863 : Espagnole, Portrait de Mme S., Le Violon de Crémone et Fantaisie[20].
- Salon de Gand (XXVIe) de 1865 : Tête d'étude et Paysage[21].

#### France
- Salon de Paris de 1855 : Benvenuto Cellini et Vieillard frison[4].
- Salon de Paris de 1865 : Tête d'étude[4].

### Collections muséales
- Musées royaux des Beaux-Arts de Belgique (Bruxelles) : 
  - Le Joueur de luth, huile sur toile, inventaire no 1823, format 110 × 87 cm, acquis en 1867[22].
  - Scènes galantes dans un parc, huile sur toile, inventaire no 6945, format 159,5 × 158,5 cm, inventorié en 1962[22].
  - Tête de vieillard, huile sur toile, inventaire no 1826, format 53,5 × 44 cm, don de la veuve de l'artiste, Bruxelles, 1867[22].